# Mont Amak
El mont Amak o volcà Amak (en anglès Amak Volcano) és un estratovolcà d'andesita basàltica que es troba a les illes Aleutianes, a l'estat d'Alaska, als Estats Units, a uns 1.000 quilòmetres al sud-est d'Anchorage i que s'eleva fins als 488 msnm. Es troba a l'illa del mateix nom, a 50 quilòmetres del mont Frosty i prop de l'extrem occidental de la península d'Alaska. Només els vaixells autoritzats poden accedir a l'illa.
Diversos rius de lava discorren del seu cim pels seus vessants. Es té coneixement de tres erupcions en temps històric, dues d'elles durant el segle XVIII: la primera entre el 1700 i el 1710, i la segona el 1796. Es creu que l'erupció prehistòrica més antiga tingué lloc al voltant del 2550 abans de Crist.